# Odontosyllis multidentata
Odontosyllis multidentata är en ringmaskart som beskrevs av Hartmann-Schröder 1982. Odontosyllis multidentata ingår i släktet Odontosyllis och familjen Syllidae. Inga underarter finns listade i Catalogue of Life.